# Кавасуми, Нахоми
Нахоми Кавасуми (яп. 川澄 奈穂美 Кавасуми Нахоми, род. 23 сентября 1985, Ямато, Канагава) — японская футболистка.

## Спортивная карьера
Клубная карьера Нахоми последние годы проходит в клубе INAC Kobe Leonessa.
В национальную команду страны Кавасуми призывается с 2008 года. Она сыграла за сборную и в бронзовом розыгрыше Кубка Азии 2008 года и в чемпионских розыгрышах футбольного турнира Азиатских игр 2010 года и чемпионата мира 2011 года. Причём именно два мяча Нахоми в полуфинале против шведок позволили японкам впервые попасть в финал.

## Достижения
- Чемпионка мира 2011 года.
- Чемпионка Азиатских игр 2010 года.

## Статистика выступлений

### Национальная сборная
Голы в финальных турнирах
| Данные | Данные       | Данные                                          | Данные   | Данные | Данные | Данные              |
| №      | Дата         | Место                                           | Соперник | СМ     | ИС     | Соревнование        |
| ------ | ------------ | ----------------------------------------------- | -------- | ------ | ------ | ------------------- |
| 1      | 13 июля 2011 | Commerzbank-Arena, Франкфурт-на-Майне, Германия | Швеция   | 1:1    | 3-1    | Чемпионат мира-2011 |
| 2      | 13 июля 2011 | Commerzbank-Arena, Франкфурт-на-Майне, Германия | Швеция   | 2:1    | 3-1    | Чемпионат мира-2011 |